# Медицинская служба Вооружённых сил Великобритании
Медицинская служба Вооружённых сил Великобритании (официальное название «Медицинская служба Вооружённых сил Соединенного Королевства Великобритании»; англ. The Defence Medical Services of the Armed Forces of the United Kingdom of Great Britain) — отдельная структура Вооружённых сил, состоящих из трёх компонентов: армии, военно-воздушных сил (ВВС) и военно-морских сил (ВМС). Организационно армия, ВВС и ВМС входят в состав Министерства обороны. Верховный главнокомандующий — Король Карл III. Общая численность армии, ВВС и ВМС по состоянию на 1 марта 2011 составляет 186 920 человек (регулярный компонент, не включает гуркхов — традиционное национальное подразделение из непальцев и резервистов, всего по состоянию на 1 марта 2011 г. ок. 6 тыс. человек). Бюджет 2010 — 46,7 млрд. фунтов стерлингов.

## История
Свою официальную историю медицинская служба Вооружённых сил Великобритании ведёт с 1660 г., когда в Вооружённых силах была введена постоянная и в военное, и в мирное время должность полкового хирурга (Regimental Surgeon). Введение в новейшую историографию вопроса можно найти в статье Джеффри Хадсона в «Канадском бюллетене истории медицины» (2010).

### Выдающиеся деятели британской военной медицины
Джон Прингл (1707—1782), один из основоположников военной медицины нового времени, шотландский врач, окончил Лейденский университет, ученик Г. Бурхаве. Главный врач английской армии во Фландрии (1744—1748). Установил тождественность больничной и тюремной форм сыпного тифа. Показал, что разные формы дизентерии составляют одно заболевание. Один из столпов военной гигиены и эпидемиологии. Его книга «Наблюдения над болезнями солдат в лагерях и гарнизонах», 1750 г., выдержала 10 изданий, была переведена на несколько европейских языков, в том числе, на русский. С 1758 г. член Лондонского королевского общества, а затем его президент (1772—1778). Профессор Эдинбургского университета. Похоронен в Вестминстерском аббатстве — усыпальнице виднейших деятелей Великобритании.
Джеймс Линд (1716—1794). Военно-морской врач. Основоположник военно-морской гигиены. В 1750 г. опубликовал «Трактат о цинге», описывающий эффективный метод профилактики и лечения цинги лимонным и апельсиновым соками.
Джон Хантер (1728—1793). Главный хирург Британской армии (с. 1789 г.). Внес большой вклад в изучение важных для военной медицины проблем, таких как огнестрельные раны, паховые грыжи, сифилис. Крупнейший анатом. Член Лондонского королевского общества (с 1767 г.).
Чарльз Белл (1774—1842). Военный хирург (с 1799 г.), участник битвы при Ватерлоо. Мировую славу заслужило его открытие принципиального различия функций передних (двигательные) и задних (чувствительные) корешков спинного мозга (1811 г.). Его имя носит паралич лицевого нерва.

## Общие сведения о медицинской службе Вооружённых сил Великобритании
Медицинская служба Вооружённых сил Великобритании, является элитной структурой Вооружённых сил. Начальник медицинской службы (Surgeon General) Вооружённых сил Великобритании подчиняется Первому заместителю начальника Генерального штаба Вооружённых сил Великобритании. По состоянию на 18 июня 2011 г. начальником медицинской службы Вооружённых сил Великобритании является вице-адмирал (три звезды) Филип Раффаэлли, штаб-квартира в Уиттингтоне — в 30 км к сев.-вост. от Бирмингема, личный состав медицинской службы (регулярный компонент) включает ок. 7 тыс. человек, общее количество лиц, подлежащих медицинскому обслуживанию, составляет ок. 258 тыс. Также в Генеральном штабе Вооружённых сил имеется особая позиция в ранге заместителя начальника Генерального штаба по военной медицине, в сферу ответственности которого входят общевойсковые вопросы деятельности медицинской службы. На 20 марта 2011 г. эту должность занимает генерал-лейтенант (три звезды) Роберт Бакстер [Robert Baxter].

Рис. 1. Принципиальная схема организации медицинской службы Вооружённых сил Великобритании.

Структурно медицинская служба Вооружённых сил Великобритании представлена аппаратом начальника медицинской службы, медицинскими службами трёх видов вооружённых сил и Объединённым медицинским командованием. Организация медицинской службы Вооруженных сил Великобритании наглядно демонстрируется на рис. 1.

## Медицинская служба Армии Великобритании
Медицинская служба Армии Великобритании [Army Medical Services] — крупнейшая из медицинских служб видов Вооружённых сил. Начальник медицинской службы [Director General Army Medical Services] ген.-майор (две звезды) мед. службы Майк фон Бертеле [Mike von Bertele], штаб-квартира, Эндоувер [Andover], графство Хемпшир, Ю. Англия. Численность активного личного состава медицинской службы Армии составляет 3683 человека на 106 340 регулярного компонента Армии. В состав армейской медслужбы входят:
- 6 медицинских полков [Medical Regiments] (3-й, 4-й, 5-й, 16-й медполки постоянной готовности и 225-й и 254-й кадрированные);
- 2-я медицинская бригада [2nd Medical Brigade];
- 10 полевых госпиталей [Field Hospitals] (22-й и 34-й постоянной готовности и 202-й, 203-й, 204-й, 205-й, 207-й, 212-й, 243-й и 256-й кадрированные);
- 144-й парашютный медицинский эскадрон [Parachute Medical Squadron];
- 66 медицинских центров [Medical Centres];
- 69 частей первичной реабилитации [Primary Care Rehabilitation Facilities];
- 2 региональные реабилитационные части [Regional Rehabilitation Units];
- медицинские службы соединений и частей Армии Великобритании.

Рис. 2. Принципиальная схема организации медицинской службы Армии Великобритании.

Принципиальная схема организации медицинской службы Армии Великобритании представлена на рис. 2.
Медицинский полк состоит из нескольких эскадронов и управления. Например, 3-й медполк включает 4 медэскадрона: 12-й и 16-й медэскадроны ближней медицинской поддержки, медэскадрон С (английская буква «си») и эскадрон обслуживания.
2-я медицинская бригада, штаб-квартира в Стренсолле, близ Йорка, сев.-вост. Англия. Обеспечивает в медицинском отношении 1-ю бронедивизию, единственную дивизию британской армии, дислоцирующуюся в Европе в настоящее время. Дивизия входит в состав сил быстрого реагирования НАТО. Также, 2-я медбригада осуществляет оперативное руководство армейскими полевыми госпиталями и готовит кадры для медслужбы Армии.
Полевой госпиталь — военно-медицинское учреждение театра военных действий (ТВД), рассчитано на размещение в палатках. Типичный полевой госпиталь развертывается на 200 коек, около 600 человек личного состава (только медицинского персонала), 7 операционных.
144-й парашютный медицинский эскадрон. Это единственное медицинское подразделение, способное к воздушному десантированию. Эскадрон является структурным подразделением 16-го медицинского полка со специальной задачей медицинского обеспечения операций 16-й воздушно-штурмовой бригады [Air Assault Brigade].
Медицинский центр. Представление об этом медицинском подразделении можно составить на основании знакомства с работой медицинского центра Армии Великобритании в г. Целле, город в 50 км к сев.-вост. от Ганновера, Германия. Центр обеспечивает амбулаторный прием военнослужащих и членов их семей в пределах одного гарнизона. Неотложная помощь оказывается в рядом расположенной немецкой больнице.
Часть первичной реабилитации обеспечивает первичную физиотерапевтическую помощь и восстановительное лечение, обычно входит в состав медицинского центра.
Региональная реабилитационная часть — #Медицинская служба ВВС Великобритании.

## Медицинская служба ВВС Великобритании
Медицинская служба ВВС Великобритании, штаб-квартира г. Хай-Уиком — 60 км к сев.-зап. от Лондона], начальник медицинской службы [Director General Medical Services of the Royal Air Force] вице-маршал авиации (две звезды) Крис Моррис [Chris Morris], портрет и биография по ссылке.
Численность активного личного состава медицинской службы ВВС составляет 1 546 человек на 42 600 регулярного компонента ВВС. В состав медслужбы ВВС входят:
Центр авиационной медицины ВВС [Centre of Aviation Medicine], Хенлоу, 80 км к сев. от Лондона. Центр решает следующие задачи:
- подготовка специалистов в области авиационной медицины,
- специальная подготовка летных экипажей,
- военно-медицинская летная экспертиза,
- научные исследования в области авиационной медицины.

Тактическое медицинское крыло [Tactical Medical Wing], штаб-квартира в Линегаме, в 50 км к вост. от Бристоля. В состав крыла входят 4 эскадрильи: управления, аэромедицинской эвакуации, аэромедицинских команд реагирования, подготовки и поддержки. Для аэромедицинской эвакуации существуют медицинские команды быстрого реагирования [Medical Emergency Response Teams], для сопровождения тяжелобольных, особенно в случаях эвакуации на большие расстояния, предназначены авиационные команды поддержки больных в критическом состоянии [Critical Care Air Support Teams].
Аналогичные функции также выполняются персоналом резерва ВВС в составе 4626-й и 612-й вспомогательных эскадрилий ВВС [Royal Auxiliary Air Force (RAuxAF) Squadrons 4626 and 612] со штаб-квартирами в Линегаме и Лучарсе — в 80 км к сев.-вост. от Эдинбурга] соответственно.
Одной из задач, возложенных на медицинскую службу ВВС, является управление региональными реабилитационными частями [Regional Rehabilitation Units]. Это учреждения реабилитации, промежуточные между первичными реабилитационными учреждениями, находящимися большей частью в ведении медицинской службы Армии, и ведущим реабилитационным учреждением Вооружённых сил, Оборонным медицинским реабилитационным центром в Хедли-Корт, графство Суррей [Defence Medical Rehabilitation Centre at Headley Court in Surrey], входящем в состав Объединённого медицинского командования. Всего в ведении медслужбы ВВС находится 15 таких частей, из них 13 на территории метрополии и 2 в Германии.

Рис. 3. Принципиальная схема организации медицинской службы ВВС Великобритании.

Составить представление о региональной реабилитационной части можно на примере такого объекта в г. Олдершот, в 30 км к ю.-зап. от Лондона. Часть является флагманом обширной программы создания военно-лечебных учреждений такого рода, в которых предполагается оказание реабилитационной помощи военнослужащим всех трёх видов Вооружённых сил, и рассчитано на одновременное проведение 2-недельного курса реабилитации 40 военнослужащим. Принципиальная схема организации медицинской службы ВВС Великобритании представлена на рис. 3.

## Медицинская служба ВМС Великобритании
Медицинская служба ВМС Великобритании (англ. Royal Navy Medical Service) — наименьшая по численности медицинская служба видов Вооружённых сил. Численность активного личного состава медицинской службы ВМС составляет 1296 человек на 37 970 регулярного компонента ВМС. Начальник медицинской службы ВМС Великобритании (англ. Surgeon General of the Royal Navy) — контр-адмирал (две звезды), хирург Алистер Джеймс Уолкер (англ. Alasdair James Walker).

Рис. 4. Принципиальная схема организации медицинской службы ВМС Великобритании.

Медицинская служба ВМС в настоящее время не располагает собственными госпиталями. Имеются 4 высокоспециализированные клиники в Институте военно-морской медицины и 2 небольшие общего профиля клиники ВМС в Лиссабоне и Неаполе. Уникальной особенностью ВМС является наличие госпитального судна Аргус. Принципиальная схема организации медицинской службы ВМС Великобритании представлена на рис. 4.
Госпитальное судно Аргус (англ. Royal Fleet Auxiliary Argus) — корабль постоянной боевой готовности; имеет 4 операционные с соответствующими бригадами общих хирургов и ортопедов. Общая численность медицинского персонала 250 человек. Оснащен современным диагностическим оборудованием, включая цифровую рентгеновскую аппаратуру и компьютерный томограф.
Институт военно-морской медицины (англ. Institute of Naval Medicine) расположен в г. Альверстоук, близ г. Плимут, одной из основных баз ВМФ Великобритании. Подразделения института: 6 отделов, одна научная группа и 4 специализированные клиники. Достопримечательностью института является военно-медицинская библиотека, представляющая собой библиотечные фонды двух последних упраздненных военно-морских госпиталей в Стоунхауз (военно-морская база Плимут) и Хаслар (военно-морская база Портсмут), соответственно, в 1995 и 1996 гг. Первые поступления датированы 1827 г. Имеются раритетные издания XVI века.

## Объединенное медицинское командование

Рис. 5. Принципиальная схема организации Объединённого медицинского командования медицинской службы Вооружённых сил Великобритании.

Объединённое медицинское командование [Joint Medical Command] (ОМК) образовано 1 апреля 2008 г. Его создание отражает мировые интеграционные тенденции в преобразовании вооружённых сил в целом и их медицинских служб, в частности, начальник [Commander Joint Medical Command] вице-маршал (две звезды) авиации Пол Эванз [Paul Evans], штаб-квартира в Уиттингтон [Whittington, Lichfield], в 30 км к сев.-вост. от Бирмингема, штаб-квартира Командования совпадает со штаб-квартирой Начальника медицинской службы Вооружённых сил. Принципиальная схема организации Объединённого медицинского командования представлена на рис. 5.
Группа подготовки военно-медицинских служб [Defence Medical Services Training Group], штаб-квартира в местечке Киу Бэррекс, посёлок Аш-Вэйл, в 20 км к ю.-зап. от Лондона, обеспечивает профессиональную и военно-медицинскую подготовку личного состава медицинской службы.
Деканат постдипломной военно-медицинской подготовки [Defence Postgraduate Medical Deanery], в штаб-квартире ОМК, осуществляет постдипломную подготовку и усовершенствование личного состава медицинской службы.
Директорат здравоохранения [Directorate Healthcare], в штаб-квартире ОМК, во взаимодействии с Национальной службой здоровья размещает личный состав в лечебных учреждениях, оперируемых совместно военно-медицинской службой и Национальной службой здоровья.
Офис Медицинского директора [Medical Director Office], ответственен за научно-методический уровень военно-медицинской подготовки, НИР и научно-исследовательских и опытно-конструкторских разработок (НИОКР) в системе медицинской службы. Базируется в Бирмингемском исследовательском парке (Birmingham Research Park; основан в 1986 г. на базе соседствующих Бирмингемского университета и Бирмингемского госпиталя им. королевы Елизаветы, известен своими медико-биологическими разработками).
Королевский центр военной медицины в Бирмингеме [Royal Centre of Defence Medicine (RCDM) at Birmingham]. Развернут на базе госпиталя королевы Елизаветы в Бирмингеме, ведущее медицинское учреждение для специализированного лечения боевой травмы.
Военно-медицинский реабилитационный центр в Хидли Корт, в 20 км к ю.-зап. от Лондона. Специализируется на боевой политравме, боевой травме головного мозга, содержит уникальное ампутационное отделение.
Военная стоматологическая служба [Defence Dental Services], в штаб-квартире ОМК, 160 стоматологических центров по всей стране, ок. 1 тыс. человек военного и гражданского персонала.
Военно-медицинские госпитальные части [Military Defence Hospital Units], пять частей, функционируют на базе крупных больниц Национальной службы здоровья, обслуживаются совместно военно-медицинским и гражданским персоналом, дислокация:
- Портсмут [Portsmouth],
- Питерборо, в 150 км к сев. от Лондона,
- Фримли Парк, в 15 км к ю.-зап. от Лондона,
- Деррифорд (Плимут),
- Норталлертон, в 110 км к сев.-вост. от Манчестера.

Военно-медицинская библиотечная служба [Defence Medical Library Service], штаб-квартира в Уиттингтон-Бэррекс, Личфилд [Whittington Barracks, Lichfield], в 30 км к сев.-вост. от Бирмингема, в штаб-квартире начальника медицинской службы Вооружённых сил Великобритании.

## Национальная служба здоровья
Национальная служба здоровья (НСЗ), [National Health Service], крупнейшая в мире общественная система здравоохранения. Насчитывает 1,7 млн сотрудников, 160 тысяч врачей, 400 тысяч медицинских сестер. Обслуживаемый контингент составляет 60 миллионов человек (1 миллион больных каждые 36 часов), бюджет 100 млрд фунтов стерлингов. Медицинская служба Вооружённых сил Великобритании тесно взаимодействует с НСЗ. Например, практически совместно осуществляется работа всех госпиталей, кроме военно-полевых, предназначенных исключительно для развертывания на театре военных действий.

## Стационарное лечение военнослужащих

Рис. 6. Принципиальная схема организации стационарного лечения военнослужащих. Жёлтая заливка указывает на подчиненность медицинской службе ВВС, светло-горчичная — на подчиненность Объединённому медицинскому командованию.

Принципиальная схема организации стационарного лечения военнослужащих представлена на рис. 6. Госпитализация организуется централизованно Военно-медицинской группой Объединенного медицинского командования на базе близлежащих к гарнизонам гражданских больниц, аккредитованных в Национальной службе здоровья. Всего насчитывается 32 таких больницы. В таких больницах медицинскую помощь военнослужащим оказывает медицинский персонал, принадлежащий как военно-медицинской службе, так и гражданскому здравоохранению. Это даёт возможность военным медикам поддерживать необходимый уровень медицинских знаний и навыков в период, не связанный с работой на театре военных действий. За подбор врачебного и сестринского состава из числа военнослужащих для таких больниц отвечает другой отдел Объединённого медицинского командования — Директорат здравоохранения. В таких комбинированных «военно-гражданских» стационарах начинают и заканчивают лечение около 80 % заболевших военнослужащих.
Более сложные больные проходят стационарное лечение в военно-медицинских учреждениях второго уровня. Это 5 госпитальных частей и 15 региональных реабилитационных отделений. Представление о госпитальной части можно составить на примере Военной госпитальной части, дислоцированной в Портсмуте. Это самая крупная из 5 частей. Развернута на базе госпиталя им. королевы Александры в 2005 г. Штат 381 человек, из них: военно-служащие составляют 93 %, из которых 28 % — офицеры. Квалифицированная медицинская помощь. Ротация: 2-6 месяцев на ТВД (Афганистан, Сомали, Фолклендские острова), 1 месяц дома. В отчете, датированном 9 ноября 2010 г., отмечается некомплект личного состава части 20,4 %. Представление о региональном реабилитационном отделении даёт такое учреждение в Ольдершоте.
Вершиной пирамиды стационарной помощи являются два учреждения: Военно-медицинский реабилитационный центр в Хидли Корт и Королевский центр военной медицины в Бирмингеме. Оба заведения входят в состав Объединенного медицинского командования.
Военно-медицинский реабилитационный центр в Хидли Корт, основан в 2005 г., продолжает расширяться, по состоянию на март 2011 г. коечная ёмкость составляет 156 коек, штат 220 человек, из которых половина военные медики. Центр специализируется на боевой политравме. Имеет уникальное ампутационное отделение с частным научно-производственным предприятием протезирования, 25-метровый реабилитационный бассейн.
Королевский центр военной медицины в Бирмингеме развернут на базе госпиталя королевы Елизаветы в Бирмингеме, в свою очередь являющегося частью Бирмингемского университета. Коечная ёмкость 30 индивидуальных мест. Ведущее медицинское учреждение для специализированного лечения особо тяжелой боевой травмы. Открытый в июле 2010 г. госпиталь королевы Елизаветы в Бирмингеме — отличная база для Королевского центра. Госпиталь представляет собой мощный лечебно-диагностический комплекс, рассчитан на 1213 коек, имеет 30 операционных, стоимость проекта 545 млн фунтов стерлингов.
Наконец, в разделе стационарного лечения следует упомянуть 4 небольших высоко специализированные клиники Института военно-морской медицины в Альверстоке.

## Медицинское снабжение
Особенностью медицинского снабжения Вооружённых сил Великобритании является то, что оно осуществляется независимым от медицинской службы агентством Министерства обороны — Командой медицинского и общего снабжения [Medical and General Supplies Team], которое не только обеспечивает заготовку всего арсенала медицинского имущества от верёвки до компьютерного томографа и препаратов крови (всего 30 тыс. наименований), но и отвечает за своевременную доставку этого арсенала вплоть до отдельного военного госпиталя или медицинской службы части в любой точке земного шара. Организовано в 2007 г., штаб-квартира в Фоксхилл-Бате, 20 км к ю.-вост. от Бристоля, а к ноябрю 2011 г. переводится в с.-вост. предместье Бристоля Абби-Вуд, начальник команды полковник Энди Броун (Andy Brown). На сайте команды описывается ряд проводимых ею НИОКР, в частности, разработка:
- специальных контейнеров с регулируемой температурой для транспортировки и хранения, в том числе, и у потребителя таких чувствительных к температуре продуктов как кровь, по нормативам Международной организации по стандартизации;
- современных средств стерилизации в полевых условиях;
- медицинской техники для эксплуатации на самолетах и вертолетах;
- проекта инженерно-технической поддержки медицинского имущества и аппаратуры в течение всего периода их эксплуатации.

## Научно-исследовательская работа
Организация НИР и НИОКР в Медицинской службе Вооружённых сил Великобритании осуществляется централизовано офисом Медицинского директора [Medical Director], являющегося подразделением Объединенного медицинского командования, штаб-квартира в Бирмингемском исследовательском парке. Офис возглавляет коммодор (контр-адмирал) Аласдер Уолкер [Alasdair Walker]. Сам факт размещения офиса в крупном научно-исследовательском комплексе, каким является Бирмингемский исследовательский парк, указывает как на серьёзность и перспективность замысла, так и на широкое привлечение сил и средств государственных и частных академических структур. Например, в одном из директивных документов медицинской службы указывается на необходимость расширения сотрудничества с Национальным институтом исследования здоровья. О тематике проводимых исследований можно судить по отдельным публикациям. Например, в обзоре «Nature News» за 17 декабря 2010 г. сообщается о текущих клинических испытаниях использования наночастиц серебра в раневых повязках.
Личный состав медицинской службы непосредственно участвует в научно-практической работе. Большой резонанс британской общественности вызвало восхождения группы военных медиков на Айленд-пик в Непале, 6300 м. В ходе экспедиций исследуются механизмы адаптации к высоте, отбираются пробы крови на кортизол, альдостерон, мозговой натрийуретический пептид и новый для подобной цели пептид NGAL-2 (Neutrophil Gelatinase-Associated Lipocalin — желатиназ-ассоциированный нейтрофильный липокалин состоит из 198 аминокислотных остатков, молекулярная масса 22,588 кДа, кодируется у человека на хромосоме 9). Высокогорные экспедиции проводятся под патронажем начальника медицинской службы Вооружённых сил Великобритании вице-адмирала Филипа Раффаэлли.
Медицинская служба располагает двумя собственными научно-исследовательскими учреждениями. Это Центр авиационной медицины, штаб-квартира г. Хенлоу [Henlow], в 80 км к сев. от Лондона, и Институт военно-морской медицины, дислоцирован в Альверстоуке [Alverstoke], близ Плимута.
Центр авиационной медицины ведёт научные исследования в области авиационной медицины по следующим направлениям:
- военно-медицинские аспекты специального снаряжения летных экипажей и систем жизнеобеспечения,
- высотная декомпрессия,
- клинико-экспериментальное изучение бессознательных состояний, синдрома укачивания и вестибулярных расстройств в полете,
- авиационная гигиена с особым акцентом на изучение шума и вибрации,
- совершенствование медицинской экспертизы случаев гибели личного состава ВВС.

Институт военно-морской медицины включает подразделения:
- Отдел медицины окружающей среды, направления исследований: прикладная физиология физической нагрузки, внешнего дыхания, тепловых и холодовых воздействий[51].
- Отдел прикладной психологии, направления исследований: когнитивные медиаторы в процессе выздоровления после физических и психических травм, роль психосоциальных факторов в патогенезе люмбаго, оценка влияния изменений в служебных инструкциях на развитие профессионального стресса[52].
- Отдел человеческого фактора, направления исследований: дизайн и эргономика производственных помещений и рабочих мест, техника безопасности и профессиональная медицина, производственный стресс, профессиональный отбор и подготовка[53].
- Отдел выживания и медицины теплового воздействия, направления исследований: выживание на море и в условиях подводной лодки, экспертиза оснащения для пребывания под водой, локальная холодовая травма, разработка средств спасения на воде[54].
- Научная группа индивидуального защитного снаряжения, направления исследований: индивидуальные защитные средства от воздействия как естественных факторов (тепло, холод), так и боевых (поражающие факторы взрыва, радиация, химические средства и биологические агенты)[55].
- Клиника для заболеваний, связанных с тепловым воздействием: лечение, реабилитация, экспертиза и исследования болезней, связанных с общим перегреванием организма[56].
- Клиника холодовых повреждений: лечение, реабилитация, экспертиза, научные исследования, отморожений, переохлаждений, сходных по симптоматике заболеваний типа синдрома Рейно или синдрома вибрационной кисти/руки[57].
- Клиника исследования внешнего дыхания: полный набор соответствующей аппаратуры, лечение, экспертиза профильных больных (около 300 больных в год)[58].
- Клиника физической формы и антропометрии, экспертиза и лечение больных с избыточной массой тела, разработка современных методов оценки физической формы, включая оценку композиции тела (доля жировой ткани в массе тела)[59][60]. реакция человека на вибрацию[61].
- Отдел медицины подводного погружения и гипербарической медицины, разработка нормативов и методик погружения, экспертиза профессиональной пригодности к погружению, лечение несчастных случаев, связанных как с профессиональной деятельностью военных, так и гражданских лиц[62].

В научных исследованиях широко применяется кооперация с союзными державами по блоку НАТО и Британскому содружеству. В частности, таким образом идет совершенствования средств защиты от оружия массового поражения — в сфере, где Великобритания активно инкорпорирует достижения США, Канады и Австралии.

## Медицинское обеспечение на театре военных действий
Описываемый в данном разделе сценарий основывается на 8-летнем опыте медицинского обеспечения британского контингента в Афганистане. Основным подразделением, участвующим в боевых действиях, является команда [team]. Каждый военнослужащий обучен методам оказания само- и взаимопомощи. В зависимости от величины команды ей придается один или более санитарных инструкторов. Это может быть просто один из военнослужащих данного подразделения, получивший дополнительную подготовку, т. н. медик [Medic], который может качественно наложить жгут, поддержать проходимость дыхательных путей и провести первичную сортировку раненых для эвакуации. В бо́льших командах обычно присутствует санитарный инструктор-профессионал, прошедший 30-недельную подготовку, т. н. военно-медицинский техник [Combat Medical Technicians], который оказывает доврачебную помощь в полном объёме.
В случае проведения сложной и рискованной операции в ней может участвовать врач, традиционно именуемый как полковой врач [Regimental Medical Officer], оказывающий первую врачебную помощь по жизненным показаниям. Эвакуация раненого производится медицинской командой быстрого реагирования [Medical Emergency Response Team] обычно вертолетом Chinook, имеющим достаточную вместимость, чтобы проводить лечебные мероприятия в полете. Конечным пунктом эвакуации является полевой госпиталь в Кэмп Бастион, провинция Гильменд, ю.-зап. Афганистан. Эвакуация раненых из госпиталя в учреждения специализированной медицинской помощи в метрополии осуществляется подразделениями медицинской службы ВВС. Перед направлением очередной смены в полевой госпиталь личный состав тщательно готовится и тренируется. С этой целью на армейской базе Стренсолл близ Йорка, с.-вост. в Англия, изготовлена точная копия госпиталя Кэмп-Бастиан. После курса тренировок будущая смена сдает экзамен. Смены, уже прошедшие Афганистан, отмечают большую пользу такого способа подготовки. Американские военные медики, также отмечают эффективность обучения в Стренсолле: «Ничего подобного у нас в США нет».

## Подготовка кадров медицинской службы
Подготовкой кадров руководят два отдела Объединённого медицинского командования. Первичной подготовкой занимается Группа подготовки военно-медицинских служб, штаб-квартира в местечке Киу Бэррекс, г. Аш Вэйл [Keogh Barracks, Ash Vale], в 20 км к ю.-зап. от Лондона, усовершенствованием — Деканат постдипломной военно-медицинской подготовки, дислоцируется в штаб-квартире Объединённого медицинского командования, Уиттингтон [Whittington, Lichfield], в 30 км к сев.-вост. от Бирмингема. Также, избранные контингенты готовят Центр авиационной медицины ВВС, г. Хенлоу (англ. Henlow), 80 км к северу от Лондона, и Институт военно-морской медицины, Альверстоук [Alverstoke], близ г. Плимут, и все 5 военно-медицинских госпитальных частей. Например, клинические физиологи для Королевского армейского медицинского корпуса (англ. Royal Army Medical Corps) готовятся на базе военной госпитальной части Фримли Парк.
Группа подготовки военно-медицинских служб. Особое подразделение, Крыло разработки военно-медицинской подготовки [Defence Medical Training Development Wing], готовит программы обучения, включая курсы по системе Moodle, создает стандарты обучения, отвечает за библиотечную службу.
Непосредственно обучением занимаются 4 медицинские школы (одна школа в Бирмингеме, две в Киу и стоматологическая в Алдершоте), готовящие «с нуля» младший и средний медицинский персонал, например, войсковых санитарных инструкторов разного уровня (medics, combat medical technicians), медицинских помощников [medical assistants], медицинских специалистов в области информационных технологий, например, по программе Defence Medical Information Capability Programme (недоступная ссылка), фармасистов, медицинских сестер и пр.
Две школы (в Аш-Вэйл и Бирмингеме) из четырёх названных выше также обеспечивают первоначальную военную подготовку всем выпускникам медицинских вузов, поступающим на службу в качестве офицеров медицинской службы. Кроме того, эти школы обеспечивают около 80 курсов разного уровня по различным медицинскими специальностям, например, хирургии, тропической медицине, реанимации при боевой травме и т. д. Ежегодно Группа подготовки военно-медицинских служб выпускает 8 тысяч специалистов.
Деканат постдипломной военно-медицинской подготовки отвечает за постдипломную подготовку всех категорий личного состава медицинской службы: врачей всех специальностей, медицинских сестер, физиотерапистов, рентгенотехников и пр. Это же подразделение осуществляет вербовку гражданских врачей для работы в медицинской службе Вооружённых сил.
Центр авиационной медицины отвечает за первичную подготовка и усовершенствование специалистов в области авиационной медицины, а также специальную подготовку летных экипажей, включая тренировку в камерах быстрой декомпрессии и гипоксии, овладение опытом ночных полетов и действий в случаях пространственной дезориентации с помощью специальных симуляторов.
Институт военно-морской медицины располагает специальным Отделом военно-медицинской подготовки, готовит профессионалов для ВМФ и других видов Вооружённых сил по некоторым высоко специализированным направлениям, например, радиационной медицине, экспертизе производственного шума и вибрации, медицине подводного плавания.

## Кадровый состав медицинской службы
Медицинская служба Вооружённых сил Великобритании состоит из нескольких категорий военных и гражданских профессионалов, представление о которых можно составить на примере медицинской службы Армии.
Крупнейшей категорией армейской медслужбы является Королевский армейский медицинский корпус [Royal Army Medical Corps]. Основан в 1898 г. В состав корпуса входят:
- врачи всех специальностей, кроме ветеринаров и стоматологов,
- средние медицинские работники, кроме медицинских сестер, образующих отдельный корпус, например военные фармацевты,
- младший медицинский состав независимо от воинского звания.

Медицинскому профессионалу для того, чтобы стать офицером, необходимо пройти обучение в Королевской военной академии в Сэндхерсте, 20 км к ю.-зап. от Лондона. Продолжительность курса в зависимости от специальности и должности от 10 до 44 недель. Выделяют 4 основные группы офицерского состава:
- офицер медицинской поддержки [Medical Support Officer] (командный состав медицинской службы),
- военный врач-лечебник [Medical Officer],
- фармацевт [Pharmacist/Pharmacy Officer],
- физиотерапевт [Physiotherapist/Physiotherapy Officer].

Для рядового состава корпуса имеются следующие специальности:
- практик хирургического отделения [Operating Department Practitioner],
- рентгенотехник [Radiographer],
- работник аптеки [Pharmacy Technician],
- специалист по биомедицине [Biomedical Scientist],
- клинический физиолог [Clinical Physiologist],
- техник по здоровой окружающей среде [Environmental Health Technician],
- военно-медицинский техник [Combat Medical Technician].

Все они сначала проходят первоначальный курс военной подготовки (фаза 1), а затем — курс по специальности (фаза 2). Принадлежность к рядовому составу и не по-врачебному звучащие специальности не означают, что этот сегмент профессионалов корпуса имеет недостаточную квалификацию. Например, практик хирургического отделения в фазе 2 проходит двухгодичную обучение в Военной школе изучения здравоохранения Бирмингемского университета и получает диплом о высшем образовании, а клинические физиологи готовятся в фазе 2 в течение 4 лет на базе Военной госпитальной части Фримли Парк [Defence School of Health Care Studies at the Birmingham City University] и при выпуске получают диплом бакалавра.
Для подготовки офицерского состава также существует институт военно-медицинского кадетства [Medical Cadetship]. С началом учёбы курсанту присваивается первое офицерское звание «второй лейтенант» (младший лейтенант) с соответствующими денежными выплатами.
Королевский армейский ветеринарный корпус [Royal Army Veterinary Corps] — небольшой контингент специалистов, обеспечивающий охрану здоровья животных, находящийся на службе в Армии Великобритании, от парадной Королевской конной артиллерии [Royal Horse Artillery] до 1-го военного полка рабочих собак [1st Military Working Dog Regiment], играющего все возрастающую роль в обеспечении безопасности контртеррористических операций.
Королевский армейский стоматологический корпус [Royal Army Dental Corps], как и медицинский корпус, представлен офицерским и рядовым составом. Офицерский состав первичную военную подготовку при поступлении на службу получает в два этапа. Сначала идет вводный курс в течение 2 недель в Учреждении подготовки специалистов для военной стоматологической службы [Defence Dental Services Training Establishment], Алдершот, затем в течение 14 недель курс в уже упоминавшейся выше Королевской военной академии в Сэндхерсте. Для подготовки военных стоматологов имеются, хотя и небольшое количество, курсантские места (кадетство) в одной из школ, готовящих стоматологов. Рядовой состав стоматологического корпуса представлен двумя специальностями: стоматологическая сестра [Dental Nurse] и стоматологический гигиенист [Dental Hygienist]. Обе специальности требуют прохождения сначала первичной военной подготовки в течение 14 недель в Армейском учебном центре в Пёрбрайт, в 50 км к ю.-зап. от Лондона, а затем специальной военно-медицинской подготовки такой же длительности в уже упомянутом Учреждении подготовки специалистов для военной стоматологической службы, Алдершот.
Королевский армейский сестринский корпус имени королевы Александры [Queen Alexandra’s Royal Army Nursing Corps] основан в 1856 г. Как и предыдущие категории армейских медиков, сестринский корпус представлены офицерским и рядовым составом, оба состава классифицируются по двум специальностям: медицинская сестра (здоровье взрослого) [Nursing Officer — Adult Health] или медицинская сестра (психиатрия) [Nursing Officer — Mental Health]. Методика подготовки аналогична принятой в других корпусах. Предполагается, что медицинские сестры, поступающие на военную службу, уже имеют профессиональный опыт от 1 до 2 лет. Для будущих офицеров сестринского корпуса также предусмотрено кадетство на условиях, аналогичных вышеописанных для медицинского и стоматологического корпусов.

## Материальное положение личного состава медицинской службы
Согласно официальному докладу Министерства обороны средняя заработная плата офицерского состава Медицинской службы в 2009—2010 гг. составляла 101 712 фунтов стерлингов в год, что более чем на 6 % выше уровня соответствующих контингентов гражданского здравоохранения. Минимальная заработная плата офицера медслужбы (первый год) — 40 тыс. фунтов стерлингов, заработная плата курсанта-медика на первом году учебы — 14,7 фунтов стерлингов.
Важным преимуществом военного медика считается отсутствие жесткого давления финансовых структур при выборе метода лечения больного, меньшая загруженность на работе, что позволяет с бо́льшим вниманием отнестись к конкретным нуждам данного больного. Военным медикам гарантируется планомерный карьерный рост, например, для медсестры — возможность получения высшего образования по специальности, вплоть до уровня «мастера» (соответствует уровню «магистра»), а также бесплатные медицинская страховка, жилье, проезд железнодорожным транспортом, учёба для повышения квалификации.
Однако даже такие щедрые льготы не являются достаточно привлекательными для нынешнего молодого поколения британских медицинских профессионалов. Горькую пилюлю перспективы ¾ времени года проводить на заморских ТВД подсластить невозможно. Например, в Военной госпитальной части Портсмут некомплект личного состава по состоянию на ноябрь 2010 г. составлял 20,4 %.